# Renārs Francis
Renārs Francis (20 dicembre 1978) è un copilota di rally lettone, dal 2020 è tornato a gareggiare con Mārtiņš Sesks.

## Carriera
Francis fa il suo esordio nel Campionato del mondo Rally nel 2018 quando prende parte, in equipaggio col connazionale Mārtiņš Sesks, al Rally di Germania concluso in trentaseiesima posizione. Nel biennio 2021-2022 conclude al secondo e terzo posto nello Junior WRC. Con il quinto posto assoluto al Rally di Polonia del 2024, ottiene i primi punti iridati nella classe maggiore.

## Vittorie nei rally

### Junior WRC
| # | Anno | Evento               | Pilota        | Auto               | Squadra                  |
| - | ---- | -------------------- | ------------- | ------------------ | ------------------------ |
| 1 | 2020 | Rally d'Estonia      | Mārtiņš Sesks | Ford Fiesta Rally4 | LMT Autosporta Akadēmija |
| 2 | 2021 | Rally del Portogallo | Mārtiņš Sesks | Ford Fiesta Rally4 | LMT Autosporta Akadēmija |

### ERC
| # | Anno | Evento           | Pilota        | Auto                   | Squadra        |
| - | ---- | ---------------- | ------------- | ---------------------- | -------------- |
| 1 | 2022 | Rally Liepāja    | Mārtiņš Sesks | Škoda Fabia Rally2 evo | Team MRF Tyres |
| 2 | 2023 | Rally di Polonia | Mārtiņš Sesks | Škoda Fabia RS Rally2  | Team MRF Tyres |
| 3 | 2023 | Rally Liepāja    | Mārtiņš Sesks | Škoda Fabia RS Rally2  | Team MRF Tyres |
| 4 | 2025 | Rally di Polonia | Mārtiņš Sesks | Škoda Fabia RS Rally2  | Team MRF Tyres |

### Altri rally
| # | Stagione | Campionato                  | Evento                        | Pilota        | Auto                  |
| - | -------- | --------------------------- | ----------------------------- | ------------- | --------------------- |
| 1 | 2023     | Campionato lettone          | Rally Alūksne                 | Mārtiņš Sesks | Škoda Fabia RS Rally2 |
| 2 | 2023     | Campionato lettone          | Tet Rally Liepāja (Latvia #4) | Mārtiņš Sesks | Škoda Fabia RS Rally2 |
| 3 | 2023     | Campionato lettone          | Tet Rally Liepāja (Latvia #5) | Mārtiņš Sesks | Škoda Fabia RS Rally2 |
| 4 | 2025     | / Campionato estone/lettone | Rally Alūksne                 | Mārtiņš Sesks | Škoda Fabia SRT Proto |

## Risultati nel mondiale rally

### WRC
| 2018 | Scuderia | Vettura      |  |  |  |  |  |  |  |  |    |  |  |  |  |  |  |  | Punti | Pos. |
| ---- | -------- | ------------ |  |  |  |  |  |  |  |  | -- |  |  |  |  |  |  |  | ----- | ---- |
| 2018 |          | Opel Adam R2 |  |  |  |  |  |  |  |  | 36 |  |  |  |  |  |  |  | 0     |      |

| 2020 | Scuderia                 | Vettura                              |  |    |  |    |  |    |     |  |  |  |  |  |  |  |  |  | Punti | Pos. |
| ---- | ------------------------ | ------------------------------------ |  | -- |  | -- |  | -- | --- |  |  |  |  |  |  |  |  |  | ----- | ---- |
| 2020 | LMT Autosporta Akadēmija | Ford Fiesta R2T19 Ford Fiesta Rally4 |  | 27 |  | 28 |  | 34 | Rit |  |  |  |  |  |  |  |  |  | 0     |      |

| 2021 | Scuderia                 | Vettura            |  |  |    |    |  |  |    |    |  |  |    |  |  |  |  |  | Punti | Pos. |
| ---- | ------------------------ | ------------------ |  |  | -- | -- |  |  | -- | -- |  |  | -- |  |  |  |  |  | ----- | ---- |
| 2021 | LMT Autosporta Akadēmija | Ford Fiesta Rally4 |  |  | 19 | 25 |  |  | 23 | 58 |  |  | 48 |  |  |  |  |  | 0     |      |

| 2024 | Scuderia         | Vettura                 |  |  |  |  |  |  |   |   |  |  |    |  |  |  |  |  | Punti | Pos. |
| ---- | ---------------- | ----------------------- |  |  |  |  |  |  | - | - |  |  | -- |  |  |  |  |  | ----- | ---- |
| 2024 | M-Sport Ford WRT | Ford Puma Rally1 Hybrid |  |  |  |  |  |  | 5 | 7 |  |  | 24 |  |  |  |  |  | 22    | 15º  |

| 2025 | Scuderia         | Vettura          |  |   |  |  |    |     |    |   |   |  |  |  |  |  |  |  | Punti | Pos. |
| ---- | ---------------- | ---------------- |  | - |  |  | -- | --- | -- | - | - |  |  |  |  |  |  |  | ----- | ---- |
| 2025 | M-Sport Ford WRT | Ford Puma Rally1 |  | 6 |  |  | 15 | Rit | 15 | 8 | 8 |  |  |  |  |  |  |  | 16    |      |

| Legenda | 1º posto | 2º posto | 3º posto | A punti | Senza punti | Ritirato | Squalificato | NP=Non partito C=Gara cancellata | Apice=Power stage |

### Junior WRC
| 2020 | Scuderia                 | Vettura                              |  |   |  |   |  |   |     |  |  |  |  |  |  |  |  |  | Punti | Pos. |
| ---- | ------------------------ | ------------------------------------ |  | - |  | - |  | - | --- |  |  |  |  |  |  |  |  |  | ----- | ---- |
| 2020 | LMT Autosporta Akadēmija | Ford Fiesta R2T19 Ford Fiesta Rally4 |  | 2 |  | 1 |  | 3 | Rit |  |  |  |  |  |  |  |  |  | 69    | 2º   |

| 2021 | Scuderia                 | Vettura            |  |  |   |   |  |  |   |   |  |  |   |  |  |  |  |  | Punti | Pos. |
| ---- | ------------------------ | ------------------ |  |  | - | - |  |  | - | - |  |  | - |  |  |  |  |  | ----- | ---- |
| 2021 | LMT Autosporta Akadēmija | Ford Fiesta Rally4 |  |  | 2 | 1 |  |  | 3 | 6 |  |  | 6 |  |  |  |  |  | 77    | 3º   |

| Legenda | 1º posto | 2º posto | 3º posto | A punti | Senza punti | Ritirato | Squalificato | NP=Non partito C=Gara cancellata | Apice=Power stage |

## Risultati nell'europeo rally
| Anno | Scuderia                     | Vettura                                       | 1       | 2       | 3      | 4      | 5      | 6       | 7       | 8      | Pos. | Punti |
| ---- | ---------------------------- | --------------------------------------------- | ------- | ------- | ------ | ------ | ------ | ------- | ------- | ------ | ---- | ----- |
| 2018 | ADAC Opel Rallye Junior Team | Opel Adam R2                                  | AZZ 17  | ISO 19  | ACR    | CIP    | ROM 15 | BAR 15  | POL Rit | LIE 10 |      | 0     |
| 2020 |                              | Ford Fiesta Rally4                            | ROM     | LIE Rit | FAF    | UNG    | ISO    |         |         |        |      | 0     |
| 2021 | LMT Autosporta Akadēmija     | Ford Fiesta Rally4                            | POL     | LIE SQ  | ROM    | BAR    | AZZ    | SER     | UNG     | ISO    |      | 0     |
| 2022 | Proracing Rally Team         | Škoda Fabia Rally2-Kit Škoda Fabia Rally2 evo | SER 10  | AZZ ISO | POL 17 | LIE 1  | ROM 31 | BAR     | CAT     |        | 10°  | 42    |
| 2023 | Team MRF Tyres               | Škoda Fabia RS Rally2                         | SER 125 | ISO 85  | POL 15 | LIE 1  | SCA 34 | ROM Rit | BAR 11  | UNG 3  | 2°   | 134   |
| 2024 | Team MRF Tyres               | Toyota GR Yaris Rally2                        | UNG Rit | ISO 23  | SCA 6  | EST 14 | ROM    | BAR     | CER     | SIL    | 28°  | 17    |
| 2025 | Team MRF Tyres               | Škoda Fabia RS Rally2                         | SIE     | UNG     | SCA    | POL 1  | ROM    | BAR     | CER     | CRO    |      | 35    |